# Sprednja križna vez
Sprednja križna vez (latinsko ligamentum cruciatum anterius) je ena od štirih glavnih vezi v kolenu, ki stabilizirajo sklep. Izrašča iz stranskega (lateralnega) nadčvrška stegnenice in se prirašča na sklepno ploskev golenice, natančneje na sprednji (anteriorni) del izbokline med nadčvrškoma (interkondilarna eminenca). Sestavljena je iz dveh snopov - anteromedialnega in posterolateralnega, poimenovanih po tem, kje na sklepni ploskvi golenice se vraščata. Pritrditev na sprednjem delu nadčvrška golenice utrjuje vez pred stranskim premikanjem golenice napram stegnenici.

## Poškodba sprednje križne vezi
Poškodba sprednje križne vezi je najpogostejša poškodba vezi v kolenu in pogosta športna poškodba. Do pretrganja ali natrganja te vezi lahko pride ob sunkovitem izvinu, obratu ali hiperekstenziji kolena. Poškodba je pogostejša pri ženskah, saj so pri njih zaradi širše medenice kolenske vezi bolj obremenjene, razlika med spoloma pa je tudi na račun hormonalnih dejavnikov in razlik v uporabi vezi pri gibanju.
Obstaja več vzrokov za poškodbo prednje križne vezi:
- sila, ki na koleno deluje s strani (npr. zaradi udarca),
- ustavljanje z iztegnjenim kolenom (z nogo v notranji rotaciji),
- položaj upogiba kolena, ko poskušamo preprečiti padec nazaj (npr. pri doskoku na zadnji del smuči).

Poškodbo vezi običajno ugotovimo šele kasneje po poškodbi. Ker je koleno otečeno in boleče je poškodbo težko zaznati. Običajno vemo, da gre za tovrstno poškodbo, ko:
- v kolenu začutimo močno bolečino, ki nam preprečuje nadaljnje gibanje,
- zaslišimo pok v kolenu (v času nastanka poškodbe),
- v roku enega dneva koleno oteče,
- koleno postane manj gibljivo,
- koleno postane nestabilno,
- stegenska mišica se vidno zmanjša.

## Rehabilitacija poškodbe prednje križne vezi
Obstajata dva načina zdravljenja križne vezi; operativni poseg in konservativno zdravljenje.

### Operativni poseg
Pri težjih poškodbah se izvaja artroskopska rekonstrukcija vezi s presadki, še posebej če je poškodovan tudi sklepni hrustanec. 
Operaciji sledi intenzivna rehabilitacija, do popolnega okrevanja traja od šest do devet mesecev.

### Konservativno zdravljenje
Če koleno ni nestabilno, je v večini primerov dovolj okrepitev mišic. Krepitev mišic pomeni predvsem vadbo za povečanje moči glavnih mišičnih skupin, ki skrbijo za stabilizacijo kolenskega sklepa in vaje za izboljšanje gibljivosti kolenskega sklepa. Pred treningom moramo poskrbeti za ublažitev bolečine in otekline.